# 타이가 (가수)
타이가 (Tyga, 본명: Michael Stevenson, 1989년 11월 19일 ~ )는 미국의 래퍼, 작곡가, 배우이다. 활동명 타이가는 Thank You God Always의 역두문자어이다. 그는 베트남과 자메이카인 부모 사이에서 태어났다.

## 음반 목록

### 정규 음반
- No Introduction (2008)
- Careless World: Rise of the Last King (2012)
- Hotel California (2013)
- The Gold Album: 18th Dynasty (2015)
- BitchImTheShit2 (2017)
- Kyoto (2018)
- Legendary (2019)

### 협업 음반
- Fan of a Fan: The Album (크리스 브라운) (2015)
- Hit Me When U Leave the Klub: The Playlist (YG) (2023)

## 영상 목록

### 영화
- 도프 (2015)
- 우리 동네 이발소에 무슨 일이 3 (2016)
- 부! 마디아 할로윈 (2016)
- 원스 어폰 어 타임 인 베니스 (2017)

### 텔레비전
- 스크림 (2019)
- 더 마스크드 싱어 (2021)